# مرسوم تشريعات الطوارئ
مرسوم تشريعات الطوارئ هو قانون في هونغ كونغ يمنح مجلس هونغ كونغ التنفيذي صلاحيات سن تشريعات في مناسبات يعتقد المجلس التنفيذي أنها طارئة أو تشكل خطرًا عامًا. طرح المرسوم للمرة الأولى في عام 1922 في هونغ كونغ الكولونيالية لمواجهة إضرابات البحارة التي شلت حركة مرافئ المدينة، وطبق في مناسبات عدة خلال الحكم الكولونيالي.
في حال الطوارئ أو الخطر العام، يمكن تطبيق مرسوم تشريعات الطوارئ من قبل مجلس هونغ كونغ التنفيذي. بموجب بنود المرسوم، يمتلك المجلس التنفيذي صلاحية سن «أي تشريعات تعتبر مرغوبة من أجل المصلحة العامة». وتشمل الصلاحيات العديدة التي تتيح لمجلس هونغ كونغ التنفيذي تطبيق المرسوم أيضًا الاعتقالات والاستيلاء على الملكيات والترحيل والسيطرة على منافذ النقل والرقابة.
طبقت الحكومة المرسوم خلال أعمال الشغب التي شهدتها هونغ كونغ في عام 1967، وخلال أزمة النفط لعام 1973، وخلال الاحتجاجات التي شهدتها البلاد خلال عامي 2019 – 2020 وخلال أزمة أجيل انتخابات المجلس التشريعي لعام 2020.

## السياق
في شهر يناير من عام 1922، طالبت نقابة البحارة الصينيين رؤساءها المحليين بزيادة على الرواتب تصل إلى 40%، وأضرب نحو 30 ألف بحارًا صينيًا. وكانت مظالمهم ناتجة عن كون متوسط الدخل الشهري للعامل الصيني في المرفأ غير كافٍ لإعالة أسرته في حين نال نظراؤه القوقازيون، الذين كانت مرتباتهم أعلى بعدة مرات، زيادة على أجورهم قدرها 15%. أقر مرسوم تشريعات الطوارئ من قبل الحكومة الكولونيالية في تلك السنة – سن القانون خلال يوم واحد- لمحاربة الإضرابات التي تسببت بشلل حركة المرافئ.

## الدعوات

### الفترة الكولونيالية
طبقت الحكومة قانون الطوارئ عدة مرات خلال أوائل القرن العشرين، كان من بينها: تطبيقه في العام 1925 لإصدار أوامر بقمع إضراب كانتون هونغ كونغ، وفي عام 1929 للاستيلاء على مورد مياه خلال الجفاف، وفي عام 1932 لحظر بيع الطعام من قبل الباعة المتجولين مع تفشي مرض الكوليرا في الصين، وفي عام 1935 لمنع الخيول من الخروج من الأراضي الجديدة وأكل العشب مع تسجيل حالة إصابة بغل بعدوى مرض داء الكلب.
بعد نهاية الحرب العالمية الثانية، تدفق المهاجرون من الصين إلى هونغ كونغ وشهدت المدينة تجارة غير مشروعة بالمهاجرين. سنت الحكومة عددًا كبيرًا من قوانين الطوارئ. في عام 1949، سن ما مجموعه 137 تشريع طوارئ للسيطرة على الأراضي المجاورة للحدود لتجنب تدفق الشيوعيين. وبعد عام واحد، اضطرت الحكومة إلى حظر ادخار العملة النقدية بسبب تخزين العملة. سنت حكومة هونغ كونغ في وقت لاحق قانون طوارئ سمح بتطبيق عقوبة الإعدام على المدانين بحيازة قنابل وأسلحة نارية، ولم يبطل إلا بعد أن اعتبرت حكومة لندن القانون انتهاكًا لحقوق الإنسان. في عام 1952، سن قانون طوارئ يرتبط بمناطق إعادة التوطين، الأمر الذي مهد الطريق للأعمال والجماعات الخيرية لإنشاء أكواخ إعادة توطين لإيواء المهاجرين.
في عام 1954، طلب المكتب الاستعماري في لندن من هونغ كونغ إبطال بعض المواد التي اعتبرت شديدة القوة في تشريعات الطوارئ. في البداية رفضت الحكومة ذلك، وذكرت أنه لم يكن هناك أي اعتراض من قبل السكان المحليين وأشارت إلى ضرورة إيقاف الجرائم. مع ذلك، وافقت الحكومة على طلب المكتب الاستعماري وأبطلت تلك المواد في شهر سبتمبر من عام 1955.
خلال أعمال الشغب التي شهدتها هونغ كونغ في عام 1956، سنت تشريعات طوارئ (أوامر بالاعتقال) لمحاكمة من كانوا وراء تلك الأعمال. انتقد كبير القضاة في هونغ كونغ ومنظمة جستيس، وهي منظمة حقوقية يقع مقرها في بريطانيا، التشريعات بوصفها انتهاكًا لحقوق الأجانب، بعد أن كان بعضهم محتجزًا لفترة طويلة دون محاكمة. دافع وزير العدل والمحافظ عن تلك التشريعات متذرعين بوجود حاجة لها للحيلولة دون وقوع أعمال الشغب مرة أخرى.
في عام 1965، سنت مجموعة من قوانين الطوارئ بهدف الحد من السحب اليومي للنقود من فئة ال 100 دولار هونغ كونغي بعد حدوث تهافت على سحب الودائع، وإعلان عطلة للمصارف ليوم واحد في أعقاب انخفاض قيمة الإسترليني في عام 1967.
مع وقوع أعمال شغب واسعة النطاق في عام 1967، أعلن الحاكم وأمين المكتب الاستعماري في هونغ كونغ خمسة تشريعات طوارئ (على الأقل):
- تشريع قانون طوارئ (منع الخطابات التحريضية)، سن في 24 من شهر مايو بهدف منع الخطب التحريضية.
- تشريع قانون طوارئ (منع الملصقات التحريضية)، سُن في 1 من شهر يونيو بهدف منع الملصقات التحريضية.
- تشريع قانون طوارئ (مناطق مغلقة)، سُن في 23 من شهر يونيو وأتاح للمحافظ إمكانية تحديد المناطق التي تعتبر مغلقة.
- تشريع قانون طوارئ (منع الترهيب)، سُن في 24 من شهر يونيو بهدف تجريم التجمعات التي مارس المشاركون فيها الترهيب.

- (بدء) نظام تشريع قوانين طوارئ (رئيسية)، أعلن في 20 من شهر يوليو بهدف سن 9 قوانين طوارئ جديدة، كتجريم التجمعات وإغلاق الطرق ومنح الصلاحيات بتفريق التظاهرات وإغلاق منازل الإسكان عن طريق الختم والسماح بإجراء محاكمات خلف أبواب مغلقة.
- تشريع قانون طوارئ (ألعاب نارية)، سن في 8 من شهر سبتمبر لمصادرة كافة الألعاب النارية بهدف منع المشاركين في أعمال الشغب من حيازة مواد تستخدم في صنع المتفجرات
- تشريع قانون طوارئ (تعديل مرسوم القضاة).

عدل تشريع قانون الطوارئ (الرئيسي) في 22 من شهر يوليو لمنح رجال الشرطة صلاحية مداهمة أي شقة دون مذكرة، ويطالب هذا التعديل أي شخص بإبلاغ السلطات عند عثوره على أسلحة. لاقت الدعوات إلى قانون طوارئ على وجه الإجمال قبولًا من قبل المواطنين نظرًا إلى تدهور أعمال الشغب مع تسبب مواد متفجرة بإصابة الأبرياء، إلا أن اليساريين والمناصرين الذين ارتكبوها كانوا غاضبين. أوقف العمل بالعديد من قوانين الطوارئ هذه في عام 1969 أو أبطلت.
كان آخر استعمال بارز للقانون في شهر ديسمبر من عام 1973 خلال أزمة النفط. سُنت تشريعات للسيطرة على استخدام النفط ووقود المحركات، والحد من العروض الإعلانية والأضواء الكاشفة، وفرض التوقيت الصيفي. منذ ذلك الحين، كان قانون الطوارئ معلقًا، وأبطلت التشريعات الباقية غير المستخدمة في عام 1995.

### بعد انتقال السلطة
طبق مرسوم تشريعات الطوارئ 4 مرات حتى مطلع العام 2022 منذ انتقال السلطة في هونغ كونغ من عام 1997، وكانت جميعها خلال فترة ترأس كاري لام للمجلس التنفيذي:
- تشريع منع تغطية الوجه.
- تشريع قانون طوارئ (تاريخ الانتخابات العامة) (الولاية السابعة للمجلس التشريعي).
- تشريع قانون طوارئ (تاريخ الانتخابات) (الولاية السادسة للمجلس التنفيذي).
- تشريع قانون طوارئ (إعفاء من المتطلبات القانونية) (كوفيد 19).

#### قانون حظر ارتداء قناع للوجه
في 4 أكتوبر من عام 2019، وردًا على احتجاجات هونغ كونغ لعامي 2019-2020 و«لردع التصرفات العنيفة وغير القانونية»، طبق مجلس هونغ كونغ التنفيذي مرسوم تشريعات الطوارئ من خلال سريان مفعول تشريع قانون حظر تغطية الوجه. وحظر التشريع ارتداء أقنعة للوجه أو إعاقة التعرف على الوجه في التجمعات العامة دون عذر مقبول. والأعذار المقبولة هي: أسباب صحية أو طبية موجودة مسبقًا وأسباب دينية، وفي حال استخدم الشخص غطاء للوجه لحماية جسده فيما هو يقوم بنشاط يتعلق بعمله أو وظيفته. ومع سريان مفعول الحظر عند الساعة 12:00 ليلًا من يوم 5 أكتوبر عام 2019، خاطر مخالفو القوانين بنيل حكم بالسجن لمدة أقصاها عام واحد أو غرامة تبلغ قيمتها 25 ألف دولار هونغ كونغي (3,200 دولار أمريكي).